# Ceratostema cutucuense
Ceratostema cutucuense är en ljungväxtart som beskrevs av J. L. Luteyn. Ceratostema cutucuense ingår i släktet Ceratostema och familjen ljungväxter. Inga underarter finns listade i Catalogue of Life.